# Петропавловка (Петропавловский район, Воронежская область)
Петропа́вловка — село, административный центр Петропавловского района Воронежской области, а также Петропавловского сельского поселения.

## География
Расположена на левом берегу реки Дона при слиянии рек Толучеевки и Криуши. В 45 км от села находится железнодорожная станция Калач, в 250 км — Воронеж.

## История
Места эти заселялись с глубокой древности. Стоянки людей каменного века были обнаружены на берегах реки Дон.
Как поселение Петропавловка основана в 1730-х годах казаками Острогожского полка и выходцами из Харьковской губернии. Она называлась слободой служивых казаков. В 1745 году в селе построена церковь в честь святых апостолов Петра и Павла, что стало причиной названия села.
Петропавловка была уездным центром Петропавловской волости Богучарского уезда Воронежской губернии.

## Население
| 1745  | 1859  | 1897  | 1900  | 1926  | 1959  | 1970  |
| ----- | ----- | ----- | ----- | ----- | ----- | ----- |
| 2206  | ↗4631 | ↗5179 | ↘4887 | ↘4370 | ↘3670 | ↗4201 |
| 1979  | 1989  | 2002  | 2006  | 2010  | 2021  |       |
| ↗4932 | ↗5726 | ↘5546 | ↗5878 | ↘5250 | ↘4819 |       |

## Инфраструктура
В селе имеются районная больница и средняя школа.